# Lista de antigas emissoras da Rede Manchete
Rede Manchete foi uma rede de televisão brasileira criada em 5 de junho de 1983 pelo empresário e jornalista ucraniano-brasileiro Adolpho Bloch, proprietário do Grupo Bloch. A emissora fechou as portas em 17 de maio de 1999, após uma crise financeira que a fez ser vendida para os empresários Amilcare Dallevo Jr. e Marcelo de Carvalho, proprietários da TeleTV. Após a sua extinção, foi criada a TV!, que serviria como emissora de transição até a criação da sua sucessora, a RedeTV!, em 15 de novembro de 1999. A lista abaixo contém as 5 emissoras próprias e as demais afiliadas que fizeram parte da rede de 1983 a 1999, e também a situação ou afiliação atual de cada uma delas.

## Emissoras próprias
As cinco emissoras próprias que compuseram a Rede Manchete de 1983 a 1999 foram vendidas para a TeleTV, e atualmente compõem a RedeTV!.
Matrizes
| Emissora                   | Canal  | Cidade         | UF | Período de existência | Atualmente             |
| -------------------------- | ------ | -------------- | -- | --------------------- | ---------------------- |
| TV Manchete Rio de Janeiro | 06 VHF | Rio de Janeiro | RJ | 1983-1999             | RedeTV! Rio de Janeiro |
| TV Manchete São Paulo      | 09 VHF | São Paulo      | SP | 1983-1999             | RedeTV! São Paulo      |

Filiais
| Emissora                   | Canal  | Cidade          | UF | Período de existência | Atualmente             |
| -------------------------- | ------ | --------------- | -- | --------------------- | ---------------------- |
| TV Manchete Belo Horizonte | 04 VHF | Belo Horizonte  | MG | 1983-1999             | RedeTV! Belo Horizonte |
| TV Manchete Fortaleza      | 02 VHF | Fortaleza       | CE | 1984-1999             | RedeTV! Fortaleza      |
| TV Manchete Recife         | 06 VHF | Olinda / Recife | PE | 1984-1999             | RedeTV! Recife         |

## Emissoras afiliadas
A Rede Manchete teve 74 afiliadas diferentes durante a sua existência, sendo a primeira delas a TV Pampa de Porto Alegre, Rio Grande do Sul (afiliou-se em 5 de junho de 1983) e a última a TV Amazônia de Santarém, Pará (afiliou-se em 21 de julho de 1998, sendo que também foi afiliada entre 1988 e 1992). No momento de sua extinção, a emissora possuía (desconsiderando as retransmissoras e emissoras próprias) apenas 20 afiliadas. Destas 20, somente duas continuam com a RedeTV! sem ter trocado de afiliação até o presente momento.
Legenda
     Emissoras que acompanharam a migração para a RedeTV! e continuaram com a rede
     Emissoras que acompanharam a migração para a RedeTV!, mas depois trocaram de afiliação
     Emissoras que trocaram de afiliação ou foram extintas durante a existência da rede
| Emissora                    | Canal  | Cidade                       | UF | Período de afiliação | Situação/afiliação atual                                        |
| --------------------------- | ------ | ---------------------------- | -- | -------------------- | --------------------------------------------------------------- |
| TV Açucena                  | 10 VHF | Balsas                       | MA | 1989-1997            | Extinta                                                         |
| TV Alagoas                  | 05 VHF | Maceió                       | AL | 1984-1996            | Hoje TV Ponta Verde, afiliada ao SBT                            |
| TV Altamira                 | 06 VHF | Altamira                     | PA | 1997-1999            | Rede Cultura do Pará (TV Cultura)                               |
| TV Bragança                 | 30 UHF | Bragança                     | PA | 1985-1992            | Hoje TV Educadora, afiliada à TV Nazaré                         |
| TV Amazônia                 | 07 VHF | Santarém                     | PA | 1988-1992; 1998-1999 | Rede Super                                                      |
| TV Antena 10                | 10 VHF | Teresina                     | PI | 1988-1997            | Record                                                          |
| TV Aratu                    | 04 VHF | Salvador                     | BA | 1987-1995            | SBT                                                             |
| TV Bacabal                  | 09 VHF | Bacabal                      | MA | Desconhecido         | Extinta                                                         |
| TV Bahia                    | 11 VHF | Salvador                     | BA | 1985-1987            | TV Globo                                                        |
| TV Barriga Verde            | 09 VHF | Florianópolis                | SC | 1985-1993            | Band                                                            |
| TV Boa Vista                | 12 VHF | Boa Vista                    | RR | 1991-1999            | Hoje TV Norte Boa Vista, afiliada ao SBT                        |
| TV Borborema                | 09 VHF | Campina Grande               | PB | 1987-1989            | SBT                                                             |
| TV Brasil Oeste             | 08 VHF | Cuiabá                       | MT | 1984-1986            | Rede Brasil                                                     |
| TV Brasília1                | 06 VHF | Brasília                     | DF | 1985-1999            | RedeTV!                                                         |
| TV Cabrália                 | 07 VHF | Itabuna                      | BA | 1987-1993            | Hoje Record Bahia Itabuna, emissora própria da Record           |
| TV Catarinense              | 09 VHF | Joaçaba                      | SC | 1988-1993            | Hoje NSC TV Centro-Oeste, afiliada à TV Globo                   |
| TV Cidade2                  | 04 VHF | Coroatá                      | MA | 1996-1999            | Record                                                          |
| TV Cidade                   | 04 VHF | Sinop                        | MT | 1992-1999            | Hoje SBT Sinop, afiliada ao SBT                                 |
| TV Clube                    | 13 VHF | Açailândia                   | MA | 1991-1999            | Extinta                                                         |
| TV Clube                    | 17 UHF | Ribeirão Preto               | SP | 1988-1993            | Band                                                            |
| TV Curimã                   | 07 VHF | Imperatriz                   | MA | 1983-1989            | Hoje TV Difusora Sul, afiliada ao SBT                           |
| TV Curitiba                 | 02 VHF | Curitiba                     | PR | 1984-1986            | Hoje Band Paraná, emissora própria da Band                      |
| TV Equatorial               | 08 VHF | Macapá                       | AP | 1987-1999            | TV Cultura                                                      |
| TV Exclusiva                | 59 UHF | Curitiba                     | PR | 1995-1999            | Extinta                                                         |
| TV FR                       | 04 VHF | Bauru                        | SP | 1992-1994            | Hoje Record Paulista, emissora própria da Record                |
| TV Gazeta                   | 11 VHF | Rio Branco                   | AC | 1990-1999            | Record                                                          |
| TV Independência Curitiba   | 07 VHF | Curitiba                     | PR | 1986-1995            | Hoje RIC TV Curitiba, afiliada à Record                         |
| TV Independência Guarapuava | 02 VHF | Guarapuava                   | PR | 1989-1993            | Hoje RPC Guarapuava, afiliada à TV Globo                        |
| TV Independência Londrina   | 12 VHF | Londrina / Cornélio Procópio | PR | 1983-1995            | Hoje RIC TV Londrina, afiliada à Record                         |
| TV Independência Maringá    | 13 VHF | Maringá                      | PR | 1988-1995            | Hoje RIC TV Maringá, afiliada à Record                          |
| TV Independência Sudoeste   | 12 VHF | Toledo                       | PR | 1992-1995            | Hoje RIC TV Oeste, afiliada à Record                            |
| TV Jornal                   | 13 VHF | Aracaju                      | SE | 1987-1993            | Hoje TV Canção Nova Aracaju, emissora própria da TV Canção Nova |
| TV Juara                    | 07 VHF | Juara                        | MT | 1994-1997            | Hoje TV Amplitude, afiliada à Record                            |
| TV Leste                    | 03 VHF | Governador Valadares         | MG | 1985-1987            | Record                                                          |
| TV Marabá                   | 13 VHF | Marabá                       | PA | 1993-1999            | Extinta                                                         |
| TV Maracu                   | 11 VHF | Viana                        | MA | 1997-1999            | Record                                                          |
| TV Mar                      | 08 VHF | Santos                       | SP | 1992-1999            | Hoje Record Litoral e Vale, emissora própria da Record          |
| TV Marajó                   | 25 UHF | Belém                        | PA | 1998-1999            | Extinta                                                         |
| TV Metrópole                | 06 VHF | Campinas                     | SP | 1986-1990            | Hoje TH+ Record Campinas, afiliada à Record                     |
| TV Morada do Sol            | 09 VHF | Araraquara                   | SP | 1987-1994            | Hoje Record News Araraquara, emissora própria da Record News    |
| TV MS                       | 11 VHF | Campo Grande                 | MS | 1987-1995            | Record                                                          |
| TV Nacional                 | 02 VHF | Brasília                     | DF | 1983-1985            | Hoje TV Brasil Capital, emissora própria da TV Brasil           |
| TV Nativa                   | 13 VHF | Imperatriz                   | MA | 1989-1999            | Record                                                          |
| TV O Estado                 | 10 VHF | Chapecó                      | SC | 1987-1988            | Hoje NDTV Chapecó, afiliada à Record                            |
| TV O Norte                  | 10 VHF | João Pessoa                  | PB | 1987; 1998           | Hoje TV Norte Paraíba, afiliada à RedeTV!                       |
| TV Palmas                   | 13 VHF | Palmas                       | TO | 1992-1996            | Hoje Unitins TV, afiliada à TV Brasil                           |
| TV Pampa Porto Alegre       | 04 VHF | Porto Alegre                 | RS | 1983-1997            | RedeTV!                                                         |
| TV Pampa Centro             | 04 VHF | Santa Maria                  | RS | 1991-1992            | RedeTV!                                                         |
| TV Pampa Sul                | 13 VHF | Pelotas                      | RS | 1987-1992            | RedeTV!                                                         |
| TV Pampa Norte              | 09 VHF | Carazinho                    | RS | 1988-1992            | RedeTV!                                                         |
| TV Pantanal                 | 10 VHF | Cáceres                      | MT | 1991-1998            | Extinta                                                         |
| TV Pioneira                 | 06 VHF | Água Boa                     | MT | 1991-1999            | Extinta                                                         |
| TV Piraíba                  | 09 VHF | Colíder                      | MT | 1994-1999            | Hoje TV Cidade Verde Colíder, afiliada à Rede Cidade Verde      |
| TV Pontal Paulista          | 06 VHF | Presidente Prudente          | SP | 1990-1994            | Extinta                                                         |
| TV Praia Grande             | 12 VHF | São Luís                     | MA | 1998-1999            | Hoje TV Maranhense, afiliada à Rede Brasil                      |
| RBA TV                      | 13 VHF | Belém                        | PA | 1988-1993            | Band                                                            |
| RBN Manaus                  | 08 VHF | Manaus                       | AM | 1986-1997            | Hoje Boas Novas Amazonas, emissora própria da Boas Novas        |
| RBN Porto Velho             | 06 VHF | Porto Velho                  | RO | ????-1997            | Extinta                                                         |
| TV Rio Paraguai             | 09 VHF | Barra do Bugres              | MT | 1994-1998            | Hoje TV Água Boa, afiliada à Record                             |
| TV Rondon                   | 05 VHF | Cuiabá                       | MT | 1992-1999            | Hoje SBT Cuiabá, afiliada ao SBT                                |
| TV Rondon                   | 08 VHF | Rondonópolis                 | MT | 1985-1999            | Hoje SBT Rondonópolis, afiliada ao SBT                          |
| TV São Luís                 | 08 VHF | São Luís                     | MA | 1989-1997            | RedeTV!                                                         |
| TV SAT                      | 03 VHF | Sorriso                      | MT | 1998-1999            | RedeTV!                                                         |
| TV Sorriso                  | 10 VHF | Sorriso                      | MT | 1994-1997            | Record                                                          |
| TV Sudoeste3                | 07 VHF | Pato Branco                  | PR | 1987-1999            | Hoje TV Celinauta, afiliada à RedeTV!                           |
| TV Sul Bahia                | 05 VHF | Teixeira de Freitas          | BA | 1996-1997            | Hoje emissora própria da RIT                                    |
| TV Tambaú                   | 05 VHF | João Pessoa                  | PB | 1991-1995            | SBT                                                             |
| TV Terra                    | 05 VHF | Tangará da Serra             | MT | 1991-1997            | Hoje TV Centro América Tangará da Serra, afiliada à TV Globo    |
| TV Thathi                   | 11 VHF | Limeira                      | SP | 1992-1998            | Hoje RFTV                                                       |
| TV Thathi                   | 33 UHF | Ribeirão Preto               | SP | 1993-1998            | Hoje TH+ TV, emissora independente                              |
| TV Tropical                 | 08 VHF | Natal                        | RN | 1987-1997            | Record                                                          |
| TV Uberaba                  | 05 VHF | Uberaba                      | MG | 1984-1987            | Extinta                                                         |
| TV Regional                 | 07 VHF | Uberaba                      | MG | 1987-1999            | Hoje Band Triângulo, emissora própria da Band                   |
| TV Vale do Jauru            | 13 VHF | Mirassol d'Oeste             | MT | 1991-1998            | Extinta                                                         |
| TV Vitória                  | 06 VHF | Vitória                      | ES | 1984-1998            | Record                                                          |

1 - A emissora havia migrado para a RedeTV!, mas entre 2003 e 2008 foi afiliada à Rede 21.
2 - Dupla afiliação com a Rede Record.
3 - A emissora chegou a deixar a rede durante o processo de transição TV!, migrando para a TV Canção Nova, mas retornou a partir da criação da RedeTV!.